# マイケル・オストログ
マイケル・オストログ（Michael Ostrog、1833年? - 1904年以降）はロシア生まれの詐欺師、泥棒。1888年にイギリスのロンドンで起こった切り裂きジャック事件の警察の有力容疑者として知られる人物。詳しい出自は不明であり、1863年のイギリスでの強盗事件を始めに、生涯にわたって詐欺や窃盗の常習犯として当時の警察記録に残る。没年も不明であり、最後の記録が1904年のため、その直後に亡くなったと推測される。
オストログは多数の詐欺や不正行為を行った経歴を持つプロの詐欺師であったが、殺人を行ったという正式の証明記録はない。当時の切り裂きジャック事件の捜査主任であったメルヴィル・マクノートンが1894年に書いたメモより、当時の警察当局が有力容疑者の1人として見ていたことがわかり、以降、切り裂きジャックの容疑者として名が挙がるようになった。しかし、21世紀に入って切り裂きジャック事件当時にフランスで捕まっていたことがわかっており、同事件への関与は否定されている。

## 経歴
1833年頃にロシアで生まれたということ以外、オストログの幼少期はほとんど不明である。彼がイギリス当局に知られるようになったのは1863年にオックスフォード大学で起こした強盗事件からである。この時はマックス・グリーフという偽名であり、逮捕され、10ヶ月の拘禁刑を言い渡された。
翌年、ケンブリッジ市内で複数の詐欺を働いたとして3ヶ月の拘禁刑を言い渡された。1864年12月には詐欺罪で再び逮捕され、8ヶ月の拘禁刑を言い渡された。そして1866年8月に、主としてメイドストーンの宝石店から金時計を盗む強盗事件で逮捕され、7年間服役した。
1873年、オストログは出所後にすぐにまた窃盗を繰り返し、逮捕された。この時は、バートン・アポン・トレントの警察署に連行されたが、そこで抵抗し、警官への銃の発砲未遂という騒動を起こした。1874年1月に、強盗罪・侮辱罪・殺人未遂罪で、10年の拘禁刑の判決を受け、1883年に釈放された。その4年後の1887年7月、今度はクリケット大会のトロフィーを盗み、6ヶ月の拘禁刑を受けた。
1888年3月にオストログは釈放された。この時、当局は彼の盗癖は治癒したとしてみなしていたが、ポリス・ガゼット誌の記事では、彼は非常に危険だと論じられていた。その後、フランスに渡り、同年9月にパリで再び強盗を働き、逮捕・拘禁された。その後、イギリスに戻ると1891年にサリーの精神病院に収容された
この隔離処置後も窃盗や詐欺、その他の不正行為で定期的に刑務所の厄介になった記録が続くが、1904年を境に一切の記録が途絶える。このため、この頃に亡くなったと推測されている。

## 詐欺師から連続殺人容疑者へ
オストログはプロの詐欺師であり、仕事の成功確率を上げるために様々な変装や偽名、あるいは肩書きを用いた。特に自身に謎めいた雰囲気を漂わせるために、自分の生活や活動についてあらゆる嘘を流した。彼の最も独創的なニセの肩書きの1つはロシア海軍に所属していた元軍医というものであったが、これすら彼が作り出した多くの肩書きの1つに過ぎなかった。
切り裂きジャック事件当時、捜査を担当したロンドン警視庁長官のメルヴィル・マクノートンは、当時警察が捜査を行っていた3人の有力者についてのメモを書いた。この1人がマイケル・オストログであり、以降、彼は切り裂きジャックの正体を探る言説の中で、容疑者の1人として挙げられるようになる。しかし、当時の捜査官たちはオストログの過去の凶悪犯罪の証拠を発見できなかった。あくまでオストログは、窃盗や詐欺を行う、いわゆるホワイトカラーの犯罪者であった。
2001年、切り裂きジャック事件の専門家フィリップ・サグデンは、ホワイトチャペル殺人事件のあった1888年に、オストログがフランスにて軽犯罪で捕まり、刑務所に収監されていたとする警察記録を発見した。
これによって1894年の「マクノートンのメモ」以来、オストログに掛かっていた切り裂きジャック容疑は払拭されることとなった。